# Ken Whitfield
Ken Whitfield (Spennymoor, 24 marzo 1930 – novembre 1995) è stato un calciatore inglese, di ruolo centrocampista.

## Carriera
Dopo aver giocato nello Shildon esordisce tra i professionisti all'età di 21 anni nella stagione 1951-1952 con la maglia del Wolverhampton, club della prima divisione inglese, con cui mette a segno 3 reti in 9 presenze. A fine stagione viene ceduto al Manchester City, con cui gioca dal 1952 al 1954, totalizzando ulteriori 13 presenze e 3 reti in prima divisione. Nel 1954 passa al Brighton, club di terza serie: rimane in squadra per le successive 5 stagioni, 4 delle quali in terza divisione (campionato in cui conquista un secondo posto in classifica nella stagione 1955-1956 e che vince nella stagione 1957-1958). Nella stagione 1958-1959 gioca in seconda divisione nel Brighton, ed a fine anno, dopo complessive 175 presenze e 4 reti in partite di campionato con il club, viene ceduto al QPR, nuovamente in terza divisione; nel 1961, dopo 2 stagioni da comprimario (19 presenze e 3 reti totali), si ritira.

## Palmarès

### Club

#### Competizioni nazionali
- Third Division South: 1

Brighton: 1957-1958